# Jocelyn (film, 1922)
Pour les articles homonymes, voir Jocelyn.
Pour plus de détails, voir Fiche technique et Distribution.
Jocelyn est un film muet français réalisé par Léon Poirier, sorti en 1922.

## Fiche technique
- Titre : Jocelyn
- Réalisation : Léon Poirier
- Scénario : Léon Poirier, d'après le poème d'Alphonse de Lamartine
- Photographie : Jean Letort
- Décors : Robert-Jules Garnier
- Production : Gaumont Série Pax
- Pays de production :  France
- Format :  Noir et blanc - 1,33:1 - 35 mm - Muet
- Durée : 90 minutes
- Lieux de tournage : Entraunes pour les extérieurs[1]
- Date de sortie : 
  - France : 3 novembre 1922

## Distribution
- Armand Tallier : Jocelyn
- Suzanne Bianchetti : Julie, la sœur de Jocelyn
- Laurence Myrga : Laurence
- Jeanne Marie-Laurent : la mère de Jocelyn
- Pierre Blanchar : Lamartine
- Roger Karl : l'évêque
- Thomy Bourdelle : le bourreau